# Echeveria prolifica
Echeveria prolifica là một loài thực vật có hoa trong họ Crassulaceae. Loài này được Moran & J.Meyran miêu tả khoa học đầu tiên năm 1978.